# Hoplodrina plantaginis
Hoplodrina plantaginis là một loài bướm đêm trong họ Noctuidae.